# Muralla romana de Lugo

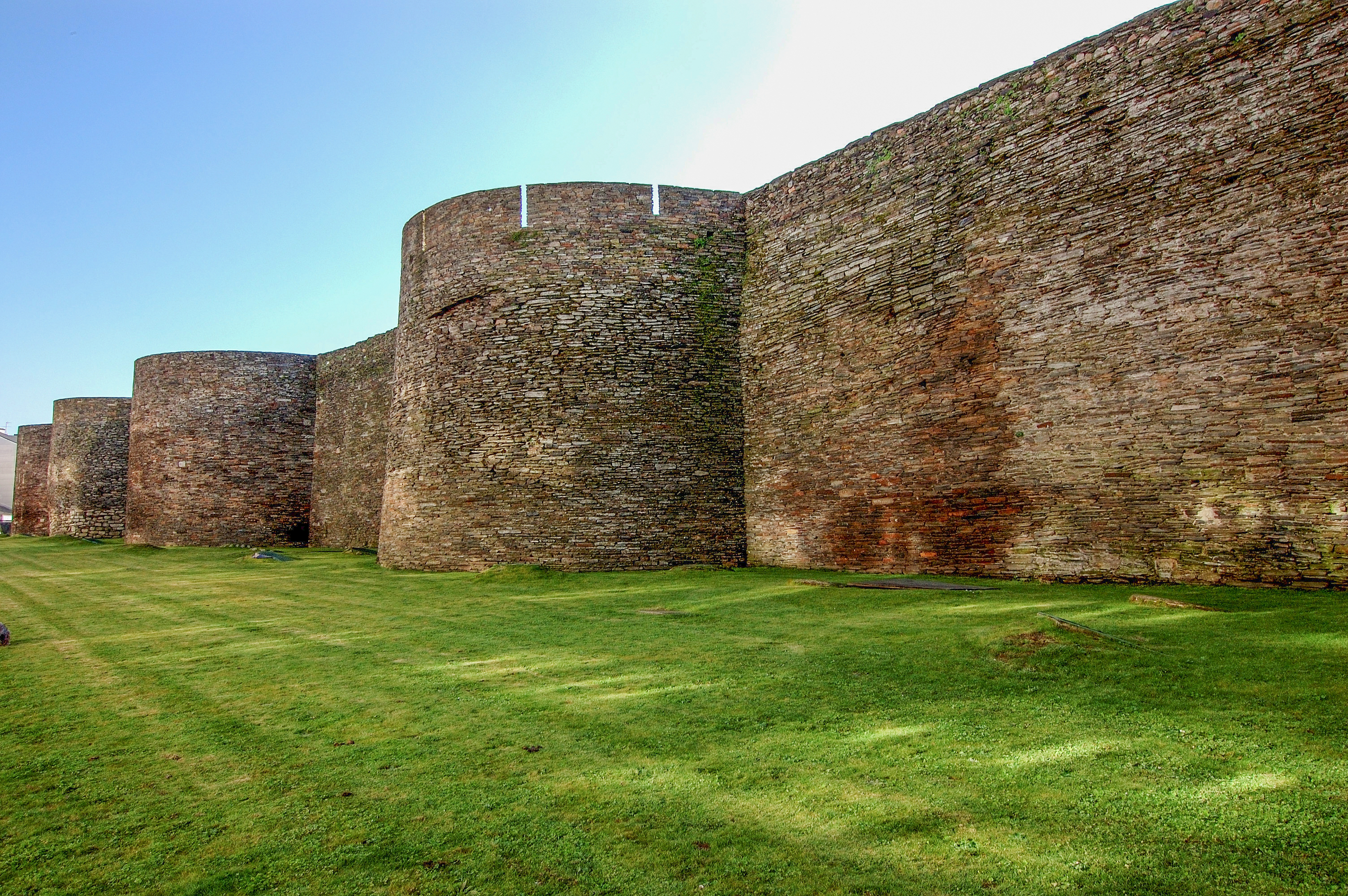
Muralla de Lugo

La muralla de Lugo és una fortificació de la ciutat de Lugo, a Galícia, que data de l'Imperi Romà, essent l'única muralla d'aquestes característiques que es conserva al món. Va començar a construir-se cap a l'any 260, quan va augmentar la importància de Lucus Augusti (actual Lugo) com a centre de comunicacions i comercial del nord peninsular, i es va acabar durant l'època de Constantí, cap a l'any 325. Molts segles després, el 1921 va ser catalogada com a Monument Nacional i el 30 de novembre del 2000 la UNESCO la va declarar Patrimoni de la Humanitat.

## Història
Tot i que els romans van fundar l'antiga Lucus Augusti als volts de l'any 25 aC, no va ser fins als segles III i IV, entre els anys 260 i 325, quan van construir una barrera defensiva que rodejava tot el nucli de la ciutat. La muralla finalment va assolir una longitud total de 2.266 metres, essent una de les fortificacions més grans en aquells temps. Es va construir la muralla en una època crítica per aquesta ciutat, tant des del punt de vista militar com polític.
Cal destacar que és l'única muralla romana que es conserva íntegra al món. Sembla que en aquella època no tenia l'altura que té avui en dia, sinó que estava coronada per 85 grans torres amb grans finestres. D'aquesta decoració avui en dia només es conserva parcialment una d'aquestes torres, la coneguda com A Mosqueira, un dels símbols de la ciutat actualment.
A més, sembla que la muralla tenia merlets entre les torres i estava rodejades per fossats d'uns 20 metres d'ample i 5 de fondària, i així van complicar encara més una possible invasió de la ciutat. Amb el pas dels segles i els conflictes que hi han tingut lloc, les torres van decaure i van perdre la seva funció militar. Alhora es van obrir noves portes fins a les deu actuals.
La muralla no servia només com a element defensiu. També servia per delimitar el fòrum i els impostos de la ciutat.

## Galeria d'imatges

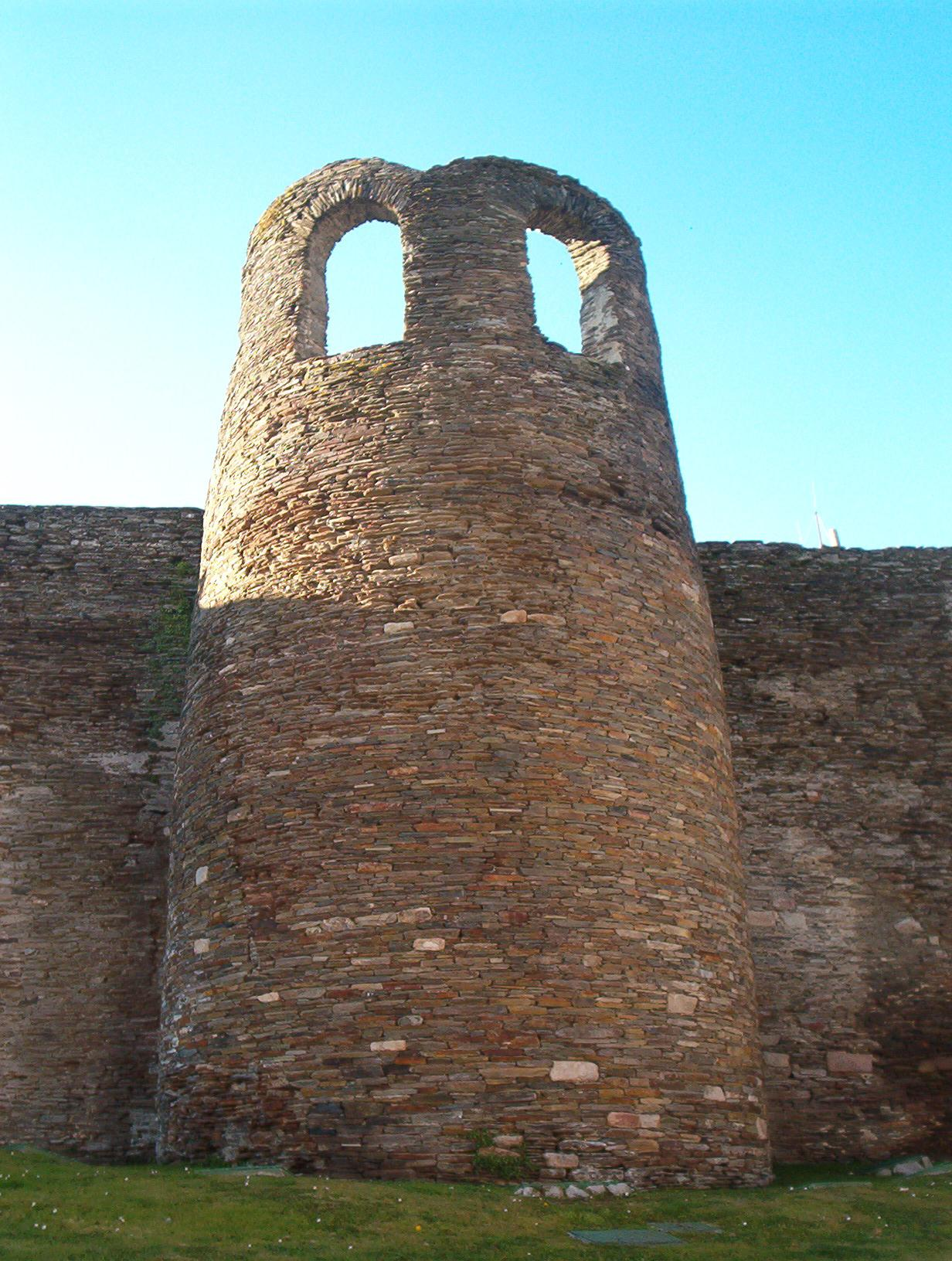
A Mosqueira
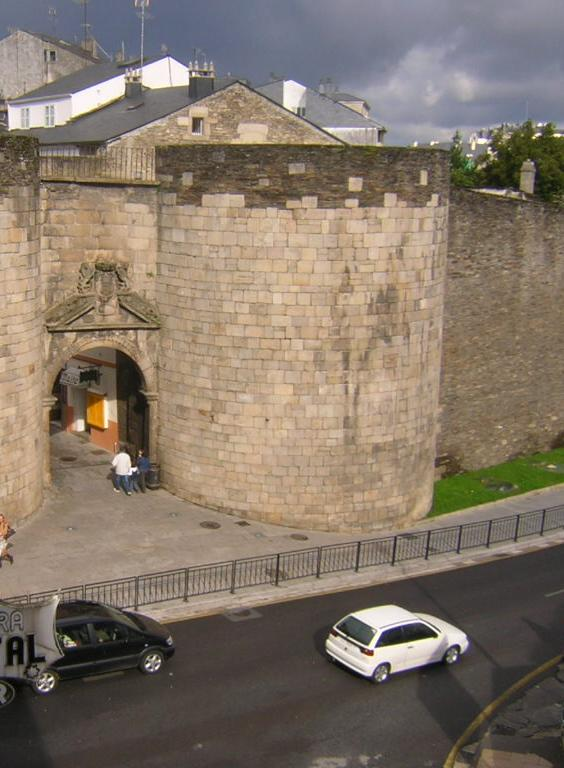
Porta de San Pedro
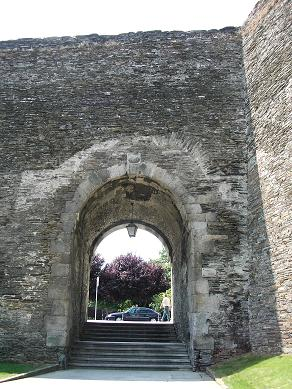
Porta Falsa